# Lyon-La Duchère
Lyon-La Duchère – francuski klub piłkarski z siedzibą w Lyonie.

## Historia
Klub został założony w 1964. W latach 1990–2021 rozegrał 10 sezonów na poziomie trzeciej ligi.

### Chronologia nazw
- 1964–1920 – Lyon Duchère Association Sportive (Lyon Duchère AS)
- 2020–2021 – Sporting Club de Lyon (SC Lyon)
- od 2021 – Lyon-La Duchère

### Historia występów w trzeciej lidze
| Sezon   | Liga       | Grupa | Miejsce      |
| ------- | ---------- | ----- | ------------ |
| 1990/91 | Division 3 | Est   |              |
| 1991/92 | Division 3 | Est   |              |
| 1992/93 | Division 3 | Est   |              |
| 1993/94 | National 1 | B     | 3.           |
| 1994/95 | National 1 | B     | 5. (spadek)  |
| 2016/17 | National   | –     | 8.           |
| 2017/18 | National   | –     | 9.           |
| 2018/19 | National   | –     | 5.           |
| 2019/20 | National   | –     | 8.           |
| 2020/21 | National   | –     | 18. (spadek) |

## Reprezentanci kraju grający w klubie
Stan na grudzień 2023
|  | - Yacine Hima - Khaled Lemmouchia - Sylvain Idangar - Éric Abidal - Lewis Evoung - Yannis N’Gakoutou - Aleksandre Guruli - Kélly Irep - Slavoljub Nikolić - Kassim M’Dahoma |  | - Salim Moizini - Gervais Batota - Ladislas Douniama - Julio Donisa - Salaheddine Sbaï - Ronny Labonne - Jordan Pierre-Charles - William Séry - Oumar Camara - Diadié Diarra |  | - Guessouma Fofana - Désiré Chatour - Seydine N’Diaye - Zakariya Souleymane - Bryan Ngwabije - Axel Raga - Stephan Varsovie - Moustapha Bayal Sall - Lorie Badawassi |